# Zvonice v Bukovici
Dřevěná zvonice stojí v katastrálním území Bukovice u Písařova obce Písařov v okrese Šumperk. Je chráněnou kulturní památkou ČR.

## Historie
U silnice z Písařova do Březné ve svahu v blízkosti domu čp. 58 stojí dřevěná zvonice. Její vznik se dává do konce 19. století, podle pamětníků ve zvonici byl zvon z roku 1797, což mohlo souviset s protipožárními opatřeními. Ale není jisté, jestli stála zvonice. Zvon byl v únoru 1942 rekvírován. Zvonice po druhé světové válce chátrala a její oprava byla provedena v roce 1988.

## Popis
Zvonice je dřevěná hranolová stavba postavena na půdorysu čtverce na kamenných základech. Rámová dřevěná konstrukce je bedněna prkny. Zvonice je ukončena stanovou střechou s lucernou zakončenou cibulí s makovicí a křížem. Střecha je krytá plechem s okapovými žlaby pro odvod vody. Na západní straně zvonice je vchod.
V roce 1995 byl do zvonice zavěšen zvon ulitý ve zvonařské dílně Dytrychových v Brodku u Přerova.